# Guvernoratul Sohag
Guvernoratul Sohag (în arabă سوهاج) este o unitate administrativă de gradul I, situată  în  partea centrală a Egiptului. Reședința sa este orașul Sohag.